# チョレイマイタケ
チョレイマイタケ(猪苓舞茸、学名:Polyporus umbellatus)とは担子菌門サルノコシカケ科のきのこの一種。

## 特徴
株の高さは10〜20cm、径は10〜30cm。表面の色は栗褐色〜淡茶褐色。根元から枝分かれした先端に1〜4cmの径の傘をつける。白色腐朽菌。

## 分布
ヨーロッパや北アメリカ、中国などに分布。日本では本州中部以北にみられる。

## 猪苓
ブナ林、ミズナラ林或いはこれらの伐採跡地の地下10cm程の所に宿主の根に沿って固い菌核を形成し、ここから、あるいは宿主から直接マイタケ型の子実体を生じる。この菌核は猪苓（ちょれい）と呼ばれ日本薬局方に収録されている生薬である。
猪苓は、消炎、解熱、止褐、利尿薬、抗がん剤として用い、有効成分は明らかになっていないが、最近は抗腫瘍効果があるとする研究も公表されている。また、猪苓湯（ちょれいとう）、五苓散（ごれいさん）、柴苓湯（さいれいとう）などの漢方方剤に配合される。